# Derrick
Derrick ist eine deutsche Fernsehkrimiserie mit Horst Tappert in der Titelrolle des Münchner Oberinspektors Stephan Derrick und Fritz Wepper in der Rolle seines Partners, Inspektor Harry Klein. Die Erstausstrahlung erfolgte zwischen Oktober 1974 und Oktober 1998 im deutschsprachigen Fernsehen. Herbert Reinecker war für die Drehbücher aller 281 Episoden verantwortlich. Helmut Ringelmann produzierte die Serie im Auftrag von ZDF, ORF und SF. Regie führten unter anderem Helmuth Ashley, Zbyněk Brynych, Gero Erhardt, Dietrich Haugk, Horst Tappert und Alfred Weidenmann.
Derrick, die meistverkaufte deutsche Serie der Fernsehgeschichte, wurde in über 100 Ländern ausgestrahlt.

## Handlung, Figuren und Besetzung
Oberinspektor Stephan Derrick und Inspektor Harry Klein ermitteln in Mordfällen im Großraum München, die meisten Orte der Handlung liegen in der Stadt München.

### Stephan Derrick

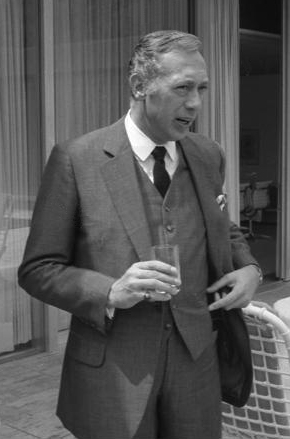
Horst Tappert (1971) spielte die Rolle des Stephan Derrick

Stephan Derrick trägt Maßanzüge, Krawatte mit perfektem Krawattenknoten, einen hellen Trenchcoat, dunkle Lederschuhe und als Uhr entweder eine goldene Rolex Day Date, eine Rolex GMT-Master oder eine IWC Da Vinci. Ab den 1980er Jahren trägt er zudem eine Pilotenbrille. Seine Waffe, eine Walther PPK im Kaliber 7,65 mm und später eine .38 Special Smith & Wesson, gebraucht er nur im äußersten Notfall.
Tappert beschrieb seine Figur als einen „Mann, der auf den ersten Blick nicht so wahnsinnig gefällig wirkt und bei dem in der Beamten-Karriere nicht alles reibungslos verlaufen ist. Man könnte ihn sogar spröde und ein wenig schwierig nennen.“
In den frühen Episoden raucht Derrick, in späteren Folgen wird er hingegen als eingeschworener Nichtraucher dargestellt. Im Restaurant nimmt er Mineralwasser oder Wein zu sich, selten ein Glas Bier. In seinem Büro trinkt er meist Kaffee.
Stephan Derrick ist geschieden und lebt in einer Eigentumswohnung in der Münchener Wilbrechtstraße 53 und in einigen Folgen in einem Reihenhaus in der Berner Straße 85. Zweimal wurde ihm eine Freundin zur Seite gestellt: die Psychologin Renate Konrad, gespielt von Johanna von Koczian, in Folge 11 („Pfandhaus“) und Folge 20 („Schock“) sowie die Innenarchitektin Ariane, gespielt von Margot Medicus, in Folge 115 („Ein Spiel mit dem Tod“) und Folge 117 („Angriff aus dem Dunkel“). In Folge 36 („Mord im TEE 91“) flirtet Derrick mit der Spionin Andrea (Alwy Becker), bekommt am Ende jedoch einen Korb.

### Harry Klein

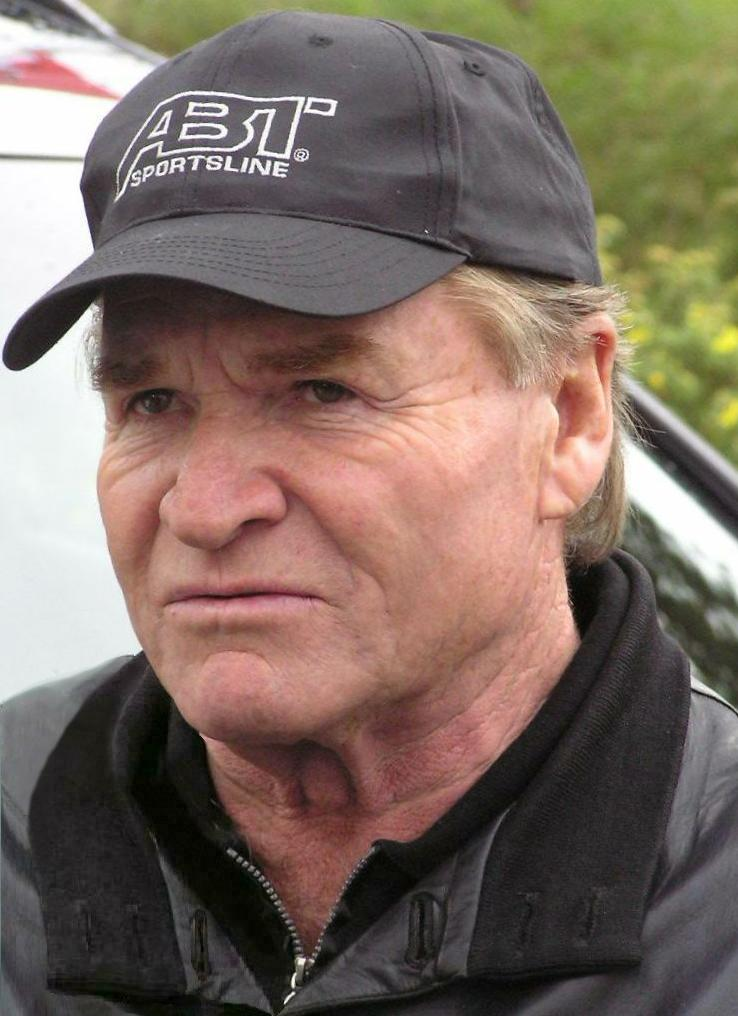
Fritz Wepper (2006)

Fritz Wepper spielt die Rolle von Inspektor Harry (eigentlich Harald) Klein, Derricks Assistent bei der Mordkommission. Wepper spielte die Figur des Harry Klein bereits von 1969 bis 1974 in der Krimiserie Der Kommissar. Dort wechselte Harry Klein in der 6. Staffel, Folge 10: Spur von kleinen Füßen zu Derrick, wird dort offiziell mit Sekt verabschiedet und durch seinen Bruder in Fiktion und Realleben ersetzt: Erwin Klein alias Elmar Wepper. Nach Angaben von Harry Klein beim Umtrunk ist sein neues Büro nur wenige Zimmer weiter angesiedelt.

### Derricks Kollegen
- Kriminalrat Harder (Hermann Lenschau) ist Derricks Vorgesetzter in vier Folgen, zuerst in Folge 5, zuletzt in Folge 36 („Mord im TEE 91“). Die Folge 36 wurde erstmals am 10. Juli 1977 ausgestrahlt, Lenschau verstarb einen Monat später.
- Schröder (Günther Stoll) spielte in 19 Folgen mit, zuerst in Folge 5, zuletzt in Folge 35 („Das Kuckucksei“). Diese wurde am 12. Juni 1977 erstmals ausgestrahlt; Stoll war bereits im Januar 1977 überraschend im Alter von nur 52 Jahren verstorben.
- Polizist Berger (Willy Schäfer) trat zum ersten Mal in Folge 8 („Zeichen der Gewalt“) in Erscheinung. In Folge 10 („Hoffmanns Höllenfahrt“) spielte Schäfer einen Zeugen, kehrte dann jedoch als Polizist auf den Fernsehbildschirm zurück: In Folge 36 wird für einen Undercover-Einsatz ein falscher Firmenausweis mit dem Namen Franz Berger ausgestellt. In Folge 81 („Kein Garten Eden“) wurde Berger von Harry mit Willy (dem richtigen Vornamen des Schauspielers) angeredet. In Folge 97 („Der Mann aus Kiel“) verabschieden sich Derrick und Harry mit den Worten „Willy, wir sind dann weg …“. In Folge 118 („Ende einer Sehnsucht“) kommt Derrick ins Büro, sieht Berger eine Zigarette rauchen und sagt „Willy, du sollst doch nicht so viel rauchen!“ Dies führte dazu, dass die Rolle auch als Willy Berger angegeben wird, obwohl der Vorname niemals im Abspann genannt wurde.
- Echterding (Gerhard Borman) trat in 18 Folgen auf, zuerst in Folge 12 („Ein Koffer aus Salzburg“), zuletzt in Folge 38 („Inkasso“).
- Lippert (Claus Richt) hatte seinen Auftritt in drei Folgen, zuerst in Folge 40 („Der Fotograf“), zuletzt in Folge 43 („Ein Hinterhalt“).

### Gastauftritte
In der Serie kam es zu zahlreichen Gastauftritten profilierter Schauspieler. Hier eine Auswahl: Karin Anselm, Robert Atzorn, Karin Baal, Alwy Becker, Hartmut Becker, Maria Becker, Heinz Bennent, Martin Benrath, Iris Berben, Christian Berkel, Monica Bleibtreu, Rolf Boysen, Klaus Maria Brandauer, Ingrid Steeger, Charles Brauer, Ursula Buchfellner, Horst Buchholz, Lina Carstens, Michael Degen, Heinz Drache, Sky du Mont, Horst Frank, Peter Fricke, Uwe Friedrichsen, Thomas Fritsch, Cornelia Froboess, Ernst Fritz Fürbringer, Götz George, Uschi Glas, Michael Gwisdek, Ernst Hannawald, Raimund Harmstorf, Martin Held, Michael Heltau, Jan Hendriks, Klaus Höhne, Christiane Hörbiger, Hannelore Hoger, Brigitte Horney, Curd Jürgens, Harald Juhnke, Helmut Käutner, Wolfgang Kieling, Sebastian Koch, Thomas Kretschmann, Ruth-Maria Kubitschek, Heiner Lauterbach, Ruth Leuwerik, Karl Lieffen, Klaus Löwitsch, Helmut Lohner, Siegfried Lowitz, Michael Mendl, Inge Meysel, Brigitte Mira, Richy Müller, Armin Mueller-Stahl, Günther Neutze, Jan Niklas, Uwe Ochsenknecht, Lilli Palmer, Peter Pasetti, Rudolf Platte, Will Quadflieg, Carl Raddatz, Maria Schell, Ernst Schröder, Carl-Heinz Schroth, Günter Strack, Friedrich von Thun, Heidelinde Weis, Klausjürgen Wussow, Gisela Uhlen, Günther Ungeheuer, Christoph Waltz und Hanns Zischler.

## Entstehungshintergrund

### Idee und Drehbücher
Herbert Reinecker hatte sich im Krimi-Genre bereits mit dem Verfassen von Drehbüchern für Edgar-Wallace-Filme und „Straßenfeger“ wie Babeck oder 11 Uhr 20 einen Namen gemacht. Noch bevor sein zu jenem Zeitpunkt größter Publikumserfolg, Der Kommissar, Anfang 1976 nach 97 Folgen auslief, schrieb er parallel dazu Episoden für Derrick. Sein künstlerisches Vorbild war Maigret-Autor Georges Simenon, der die Psychologie der Figuren in den Vordergrund stellte. Viele Darsteller aus der dreizehnteiligen ZDF-Krimiserie Der kleine Doktor, die auf Geschichten Simenons basierte, wirkten später auch in der Serie Derrick mit (Siegfried Rauch, Evelyn Opela, Hans-Georg Panczak, Ursula Lingen, Peter Pasetti, Gracia-Maria Kaus u. a.). Den Namen Derrick hatte Reinecker bereits 1973 in der Folge „Rudek“ der Serie Der Kommissar verwendet; Sky du Mont spielte dort den Zuhälter Manuel Derrick.

### Musik
Die Titelmelodie stammt von Les Humphries. Frank Duval komponierte die Musik für 105 Folgen und steuerte einige Lieder (unter anderem Love, 1977, Angel of Mine, 1980 und Face to Face) bei, die zu Hits in den Charts aufstiegen. Die Musikuntermalung der ersten Folge („Waldweg“) stammt von Peter Thomas. Eberhard Schoener war mit 56 Filmmusiken dabei, Helmut Trunz mit 19, Martin Böttcher mit neun, Hans-Martin Majewski und Hans Hammerschmid mit je sechs, Eugen Thomass und Max Greger junior mit fünf, Erich Ferstl mit vier, Rolf Kühn mit drei, Klaus Doldinger und Roland Kovac mit je zwei, und Dieter Bohlen, Klaus Weiss und Rolf Alexander Wilhelm mit je einer.

### Produktion
Die Telenova Film- und Fernsehproduktion GmbH stellte die Serie im Auftrag des ZDF, des Österreichischen Rundfunks sowie des Schweizer Fernsehens und unter der Leitung von TV-Produzent Helmut Ringelmann her.
Die Dreharbeiten begannen im Sommer 1973.

## Ausstrahlung

### Beginn
Waldweg war die erste Episode, die ausgestrahlt wurde. Sie lief am Sonntag, 20. Oktober 1974 im ZDF, mit 31 Millionen Zuschauern. 1978 rückte der Sendetermin der Reihe auf den angestammten ZDF-Krimitermin am Freitag um 20:15 Uhr.

### Rezeption
Die ersten Reaktionen waren niederschmetternd, Der Spiegel (49/1974) beispielsweise verriss Derrick in einem Artikel mit der Überschrift „Mieser Eindruck“. Reinecker und Produzent Helmut Ringelmann hatten die Krimistorys umgekehrt erzählt: Der Mörder ist bekannt, und das Publikum schaut den Kriminalisten zu, wie sie dem Täter auf die Schliche kommen. Das Schema, den Mord am Anfang des Filmes zu zeigen und danach erst die Aufklärung, war zuvor erfolgreich in der US-amerikanischen Serie Columbo mit Peter Falk (ab 1971). Der Zuschauer deutscher Serien war aber an das alte Schema („Wer ist der Täter?“) zu sehr gewöhnt. So schrieb Der Spiegel: „In diesem Fall nämlich müßte, damit die Sache spannend bleibt, der Detektiv, der weniger weiß als der Zuschauer, eine besonders interessante Figur machen, müssten Täterpsyche, Tat-Vorgeschichte und Tat-Aufklärung an sich von außergewöhnlichem Reiz sein.“ Das Konzept der Serie, deren einzelne Folgen ursprünglich auf neunzig Minuten angelegt waren, wurde nun Schritt für Schritt geändert und dem Geschmack der Zuschauer angepasst.
Derrick entwickelte sich zum Dauerbrenner und wurde die bis heute meistverkaufte deutsche Fernsehserie. Sie wurde in mehr als 100 Ländern in synchronisierten oder untertitelten Fassungen ausgestrahlt und auch nach Produktionsende viele Jahre in deutschsprachigen und anderen Fernsehprogrammen wiederholt.
Nachdem im April 2013 bekannt geworden war, dass der Hauptdarsteller Horst Tappert während des Zweiten Weltkriegs Mitglied der Waffen-SS war, reagierten das ZDF sowie Fernsehsender in den Niederlanden, Belgien und Frankreich darauf mit der sofortigen Einstellung weiterer Wiederholungen.

### Ende
In der letzten Episode Das Abschiedsgeschenk vom 16. Oktober 1998 wird Derrick zu Europol befördert. In der Verabschiedungsszene gratulieren ihm die Kollegen Leo Kress, Gerd Heymann, Axel Richter und Werner Riedmann aus der Serie Der Alte. Ebenfalls anwesend ist TV-Produzent Ringelmann. Reinecker hätte die Erfolgsproduktion gern weitergeführt, doch Tappert waren die Stoffe allmählich „zu philosophisch“ geworden.

## Parodien und Hommagen
Den ruhigen, nahezu behäbigen Stil der Serie und die charakteristische Art der Dialoge in Reineckers Drehbüchern parodierten Harald Schmidt und Herbert Feuerstein Anfang 1992 in der TV-Sendung Schmidteinander.
Eine weitere Parodie brachte Jochen Busse 1995 in der Comedy-Show RTL Samstag Nacht. Dort fuhren Derrick und Assistent Klein zu einem „Brock“, um einen Mord aufzuklären. Der Fakt, dass sie zu Brock fahren, wird dabei ständig wiederholt, ebenso wie der nachgestellte Dialog mit einem Verdächtigen im Hause von Brock, der aus ständigen Fragen und Gegenfragen besteht: „Es ist ein Mord geschehen.“ – „Ein Mord?“ – „Ja, jemand ist ermordet worden.“ – „Ermordet?“ und so weiter. Später wurden die Derrick-Persiflagen ständiger Bestandteil der Show: Derrick spielte dabei Stefan Jürgens, Tommy Krappweis parodierte Harry Klein. In der 5. Staffel traten Tappert und Wepper selbst in ihren Rollen gemeinsam mit Krappweis und Jürgens auf.
In den Niederlanden gab es in den neunziger Jahren einige in sehr langsamem Deutsch gesprochene Persiflagen mit niederländischer Untertitelung von der Satiregruppe Jiskefet mit dem Titel Tampert und Herman Koch in der Titelrolle.
In einer Szene in der Filmkomödie Stadtgespräch (1995) äußert Katja Riemanns Filmfigur, die von Gewissensbissen geplagt wegen ihrer Affäre mit dem Ehemann der besten Freundin kaum noch schlafen kann: „Ich sehe schon aus wie Derrick.“
Im Film Zugvögel … Einmal nach Inari wird der Protagonist von einem Kommissar Stefan und dessen Assistenten Harry, die eine immer engere Beziehung eingehen, bis nach Finnland verfolgt.
In den Niederlanden wurde im Jahr 2000 eine Telefonnummer eingeführt, unter der sich die Bürger an die Polizei wenden können – in nicht dringenden Fällen, um den Notruf zu entlasten. Ein Infospot mit der Botschaft „Geen spoed – wel politie“ („Keine Eile – aber dennoch Polizei“) zeigte Tappert in einer Wohnung u. a. beim Rasieren und bei der Zubereitung von Bratwurst und Sauerkraut. Er wurde ständig von Anrufern gestört, die etwas melden wollen.
In der Tatort-Folge Bermuda aus dem Jahr 2003 fragt der Kölner Kommissar Ballauf seinen Kollegen Schenk: „Sag mal, warum wohnen die meisten Ermordeten eigentlich immer in so noblen Villen?“, worauf dieser antwortet: „Hast Du schon mal Derrick gesehen? Da sind die Häuser doppelt so groß.“
Im April 2004 erschien in den Kinos der Zeichentrickfilm Derrick – Die Pflicht ruft! mit den Stimmen von Tappert und Wepper.
Im Jahr 2012 lief mit Immortal Cops – Derrick und Harry ermitteln wieder auf ZDFneo eine 20-teilige Comedyserie, deren Folgen unter drei Minuten lang waren. Dabei wurden neu zusammengeschnittene Derrick-Szenen komödiantisch mit aktuellem Bezug synchronisiert.
In der Hörspiel-Parodieserie Die Ferienbande taucht regelmäßig die Nebenfigur eines Kommissar Tappert auf, die von Sprecher Matthias Keller mit dem typischen Derrick-Tonfall intoniert wird, dabei allerdings als komplettes Gegenteil des pflichtbewussten Original-Kommissars angelegt ist.

## DVD-Veröffentlichung
Zwischen 2008 und 2013 wurden alle 281 Folgen mit Bonusmaterial von MORE Music and Media auf 19 Sammlerboxen veröffentlicht.

## Computerspiele
Im Dezember 2010 veröffentlichte die Firma Prime-Games das Spiel Derrick – Mord im Blumenbeet, das in Point-and-Click-Manier gespielt wird und bei dem der Spieler gemeinsam mit Derrick und Harry einen Mordfall lösen kann.

## Sonstiges

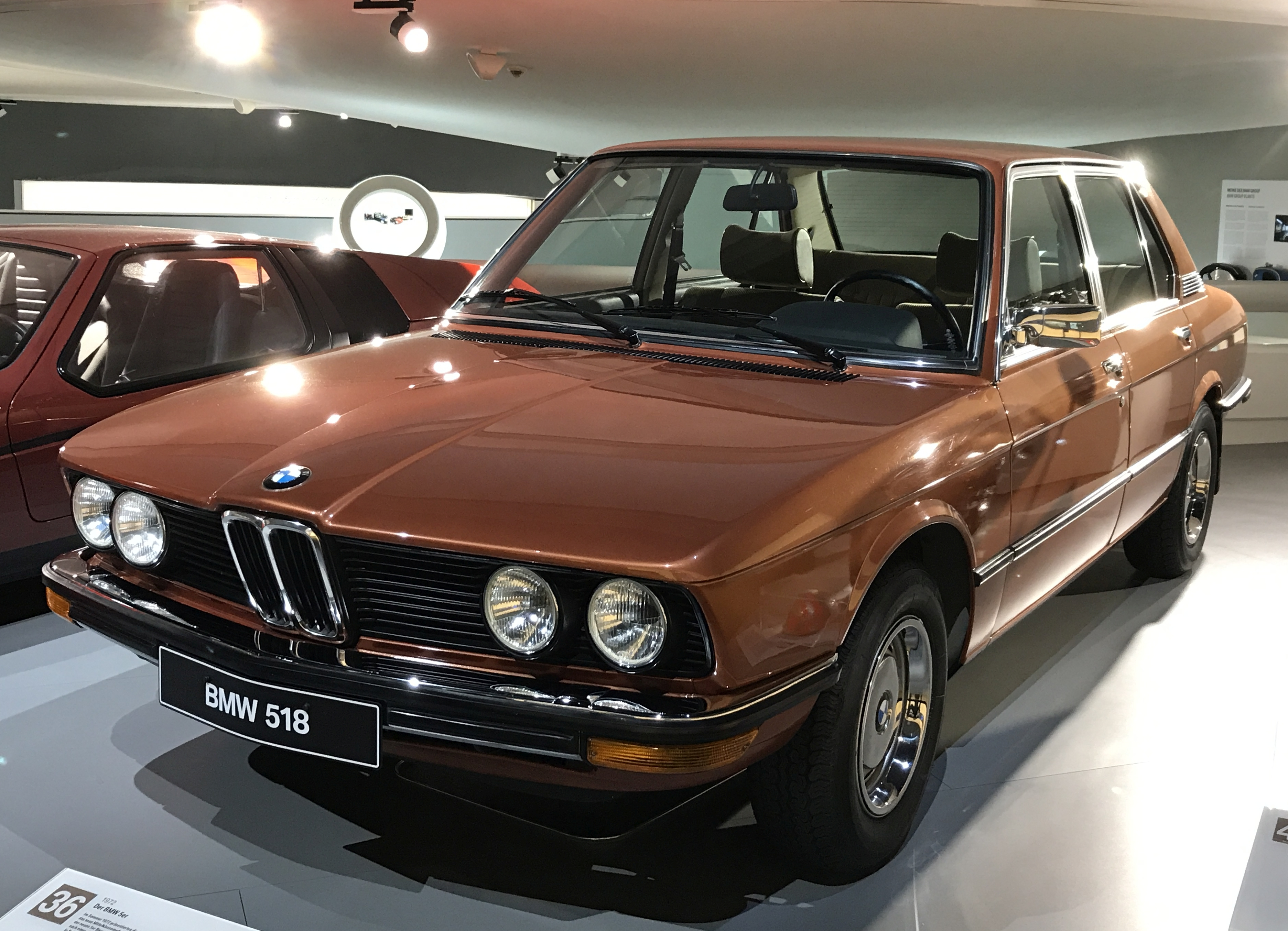
In Derrick eingesetzt wurde dieser BMW der 5er-Reihe

Einige Derrick-Folgen stießen aufgrund ihrer von vielen als zu grausam empfundenen Handlung auf Kritik. Die Mordszene in der Premierenfolge „Waldweg“ (Regie: Dietrich Haugk) wurde später im deutschsprachigen Raum in einer gekürzten, entschärften Version ausgestrahlt, die ebenfalls in der Sammlerbox 1 enthalten ist. Die ungekürzte Szene wurde beispielsweise in Frankreich weiterhin original gesendet, zuletzt am 2. März 2010 auf France 3. In Folge 19 („Tote Vögel singen nicht“) kam es zu fünf Todesfällen: Drei Opfer wurden erschossen, davon eine Person zusätzlich mit Säure verätzt, eine Person erstochen und eine Person im Moorbad ertränkt. Es kam zu Kritik sowohl von Seiten der Zuschauer als auch von den Verantwortlichen selbst. Fortan blieb es bei maximal drei Opfern pro Sendung. Folge 20 („Schock“) wurde aus ähnlichen Gründen (ein Kind wird getötet) 26 Jahre nach der Erstausstrahlung im Nachtprogramm erstmals wiederholt.
Der viel zitierte Satz „Harry, hol schon mal den Wagen!“ (oder: „Harry, fahr den Wagen vor!“) kam in der Serie nicht vor. Ein ähnlicher Satz fiel allerdings in der 2. Derrick-Folge („Johanna“). Derrick sagt zu Klein: „Harry, wir brauchen den Wagen, sofort!“ Dieser Satz bezieht sich nicht auf den Dienstwagen, sondern auf das Fahrzeug eines Verdächtigen. In Folge 73 („Auf einem Gutshof“) sagt Derrick gegen Ende zu Harry: „Harry, ich brauch den Wagen!“
Derrick fuhr im Rahmen von Produktplatzierung das erste Modell der 5er-Reihe von BMW mit der Bezeichnung E12. Wenige Monate vor Markteinführung des Nachfolgemodells E28 wechselte Derrick die Fahrzeugklasse und fuhr ab Folge 81 das erste Modell der 7er-Reihe, einen BMW E23, ab Folge 153 das Nachfolgemodell BMW E32 und ab Folge 246 dessen Nachfolger BMW E38. Das Fahren von Oberklassefahrzeugen im Polizeivollzugsdienst ist jedoch unrealistisch.
Derricks ausgeprägte Tränensäcke inspirierten den Redakteur einer Automobilzeitschrift, den 3er-BMW des Modelljahres 1998 wegen seiner Scheinwerferform als „Modell Derrick“ zu bezeichnen, was schnell von Kollegen und der Leserschaft aufgenommen und kopiert wurde, sodass sogar BMW-Mitarbeiter intern den 3er der Modellreihe E46 zeitweise so bezeichneten.
Die Figuren Derrick und Klein führen die Amtsbezeichnungen „Kriminaloberinspektor“ bzw. „Kriminalinspektor“, obwohl diese Mitte 1975 bei den bundesdeutschen Länderpolizeien, so auch im bayerischen Polizeivollzugsdienst, in Kriminalkommissar bzw. Kriminaloberkommissar umbenannt worden waren. In späteren Folgen wird die Nennung der Amtsbezeichnung meist vermieden.
Horst Tappert und Fritz Wepper standen bereits 1969 zusammen vor der Kamera. In dem Edgar-Wallace-Film Der Mann mit dem Glasauge spielte Tappert ebenfalls einen Kriminalinspektor und Wepper den Sohn einer Mörderin.

## Radio-Feature
- Rafael Jové: Die heile Welt des Verbrechens. Stephan Derrick und die BRD. RBB 2018.